# Miguel Oquelí Bustillo
Pour les articles homonymes, voir Bustillo.
Miguel Oquelí Bustillo, né le 25 février 1859 à Tegucigalpa et mort le 8 avril 1938, est un homme politique hondurien. Il est président du Honduras du 25 février au 18 avril 1907.